# Бабано (Торино)
Бабано је насеље у Италији у округу Торино, региону Пијемонт.
Према процени из 2011. у насељу је живело 66 становника. Насеље се налази на надморској висини од 303 м.